# ジャン＝ピエール・シャンジュー
ジャン＝ピエール・シャンジュー（Jean-Pierre Changeux, フランス語: [ʃɑ̃ʒø]、1936年4月6日 - ）は、フランスの神経科学者。コレージュ・ド・フランス教授、パスツール研究所教授（分子神経生物学）。アセチルコリン受容体（AChR）を単離・同定したことで知られる。
1955年にパリ高等師範学校を卒業し、1964年にパスツール研究所のジャック・モノー、フランソワ・ジャコブの下でPh.D.を取得。 1965年から翌年まではカリフォルニア大学バークレー校、1967年にはコロンビア大学医学部で博士研究員となった。

## 日本語訳
- 『ニューロン人間』新谷昌宏訳、みすず書房、1989年、新装版2002年
- 『分子と記憶　脳の高次機能を解明する基本戦略』山口知子・山口仁訳、同文書院、1991年
- アラン・コンヌと『考える物質』浜名優美訳、産業図書、1991年
- 『理性と美的快楽　感性のニューロサイエンス』岩田誠監訳、浜名優美・木村宣子訳、産業図書、1999年
- 『真理を求める人間　アロステリックタンパク質の発見から認知神経科学へ』浜名優美・木村宣子・山本規雄訳、産業図書、2005年
- ポール・リクールと『脳と心』合田正人・三浦直希訳、みすず書房、2008年
- ピエール・ブーレーズ／フィリップ・マヌリと『魅了されたニューロン　脳と音楽をめぐる対話』笠羽映子訳、法政大学出版局、2017年

## 受賞歴
- 1978年 - ガードナー国際賞
- 1982年 - ウルフ賞医学部門、リチャード・ラウンズベリー賞
- 1993年 - ルイ＝ジャンテ医学賞
- 2001年 - バルザン賞
- 2002年 - カール・スペンサー・ラシュレー賞
- 2007年 - 米国科学アカデミー賞神経科学部門
- 2018年 - アルベルト・アインシュタイン世界科学賞
- 2021年 - クラリベイト引用栄誉賞

## 参照
- ジャン＝ピエール・シャンジューの出版物 - Google Scholar
- Jean-Pierre Changeux's laboratory in 2005